# Nicole de Boer
Nicole de Boer (nascuda el 20 de desembre de 1970) és una actriu canadenca. És coneguda sobretot per protagonitzar la pel·lícula de culte Cube com a Joan Leaven, interpretant Ezri Dax a la temporada final de Star Trek: Deep Space Nine (1998–1999), com a Sarah Bannerman a la sèrie The Dead Zone (2002–2007). Del 2016 al 2021, va tenir un paper recurrent com a Becca Dorsay, exdona d'una de les protagonistes de la sèrie criminal canadenca Private Eyes.

## Carrera
El debut televisiu de De Boer va ser un paper sense acreditar a Freddy the Freeloader's Christmas Dinner, protagonitzada per Red Skelton i Vincent Price. El seu primer treball important a la televisió va ser a la sèrie 9B de la CBC, seguida d'un paper recurrent al programa d'humor canadenc The Kids in the Hall com a Laura, xicota de Bobby Terrance (Bruce McCulloch). Més tard va tenir un cameo a la seva pel·lícula de 1996 Kids in the Hall: Brain Candy.
Va protagonitzar la sèrie de curta durada del canal SyFy de 1997 Deepwater Black (també conegut com a Mission Genesis) com a Yuna. A això li va seguir un paper a la pel·lícula Cube (1997). Va aparèixer en dos episodis de la sèrie produïda al Canadà The Outer Limits.
Altres papers de De Boer han inclòs Ezri Dax a la darrera temporada de Star Trek: Deep Space Nine (1998–1999), i Sarah Bannerman a la sèrie The Dead Zone (2002–2007).
Va interpretar la Dra. Alison Porter a la sèrie SyFy Stargate Atlantis, apareixent a l'episodi de la cinquena temporada "Whispers", i com a Marion Caldwell en tres episodis de la sèrie de televisió Haven.

## Filmografia

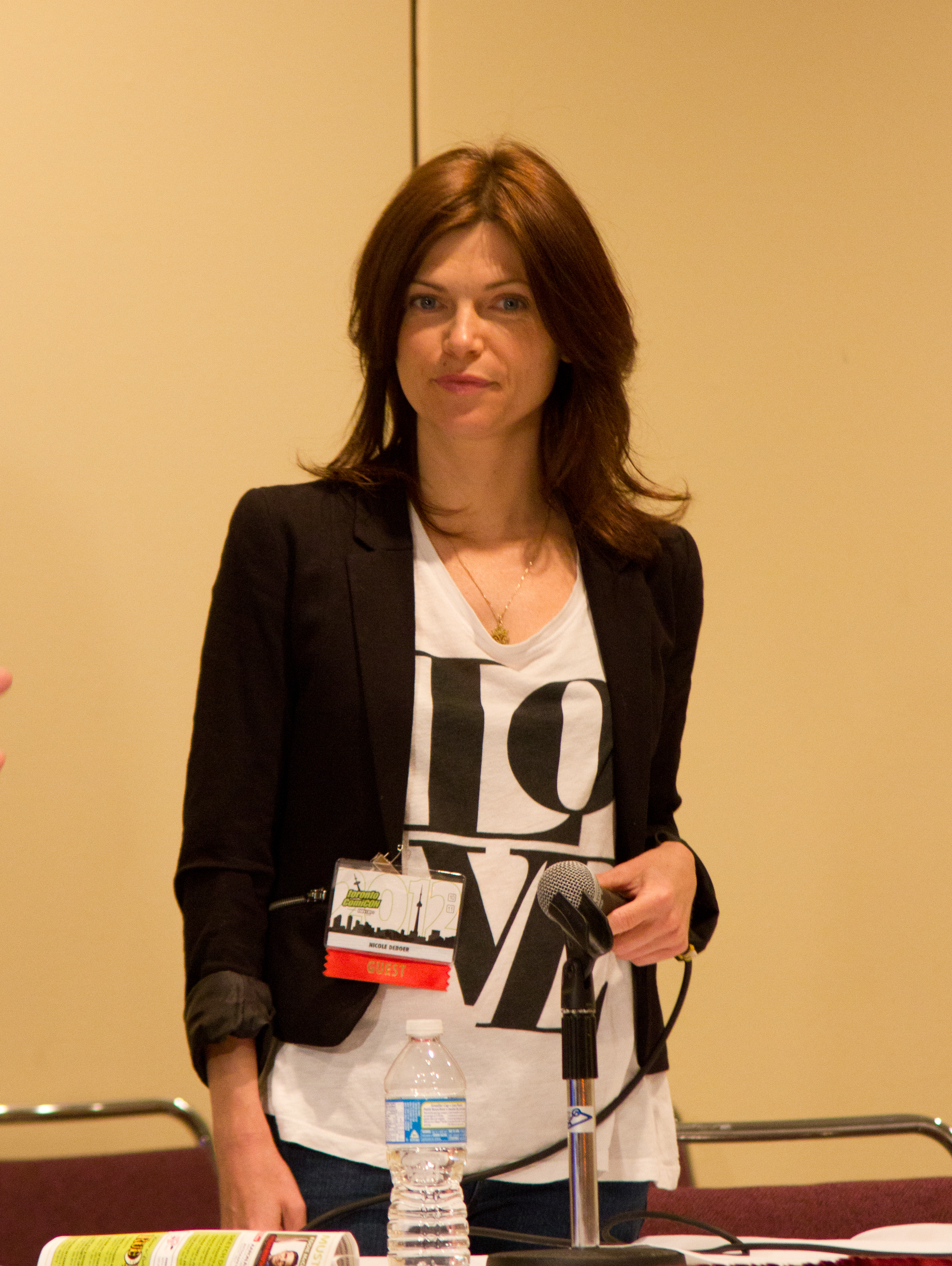
De Boer a la Toronto Comic Con de 2012

### Cinema
| Any  | Títol                                     | paper             | Notes           |
| ---- | ----------------------------------------- | ----------------- | --------------- |
| 1981 | Freddie the Freeloader's Christmas Dinner | Noia a l'hospital |                 |
| 1990 | The Kissing Place                         | Cathy             | Telefilm        |
| 1992 | Prom Night IV: Deliver Us from Evil       | Meagan            | [ 9 ]           |
| 1993 | Family Pictures                           | Penny             | Telefilm        |
| 1994 | The Counterfeit Contessa                  | Helena Everett    | Telefilm        |
| 1995 | Jungleground                              | Caitlyn Dean      |                 |
| 1995 | National Lampoon's Senior Trip            | Meg Smith         |                 |
| 1996 | Kids in the Hall: Brain Candy             | Cooper's groupie  |                 |
| 1997 | When Innocence Is Lost                    | Nancy             | Telefilm        |
| 1997 | Cube                                      | Leaven            |                 |
| 1999 | Family of Cops 3: Under Suspicion         | Jackie Fein       | Telefilm        |
| 2000 | Rated X                                   | Karen Mitchell    | Telefilm        |
| 2003 | Public Domain                             | Bonnie            | [ 13 ]          |
| 2004 | Phil the Alien                            | Madame Madame     | [ 14 ]          |
| 2006 | Ties That Bind                            | Megan Mahoney     | Telefilm        |
| 2008 | NYC: Tornado Terror                       | Cassie Lawrence   | Telefilm        |
| 2008 | Christmas Town                            | Liz               | Direct-to-video |
| 2009 | Suck                                      | Susan             |                 |
| 2011 | Iron Invader a/k/a Metal Shifters         | Amanda            | Telefilm        |
| 2011 | Metal Tornado                             | Rebecca           | Telefilm        |
| 2011 | Secrets from Her Past                     | Hannah            | Telefilm        |
| 2012 | My Mother's Secret                        | Lauren Coulson    | Telefilm        |
| 2016 | Where's My Baby?                          | Marissa Davis     | Telefilm        |
| 2016 | Corrupt a/k/a Trust No One                | Kate MacIntyre    |                 |
| 2017 | Stranger                                  | Martha            | Curt            |
| 2021 | Range Roads                               | Suzanne           | [ 15 ]          |

### Televisió
| Any                 | Títol                            | Paper                                         | Notes                                                       |
| ------------------- | -------------------------------- | --------------------------------------------- | ----------------------------------------------------------- |
| 1981                | Standing Room Only               | Noia a l'hospital                             | Episodi: "Red Skelton's Christmas Dinner"                   |
| 1988                | 9B                               | Erin Jones                                    | 5 episodis                                                  |
| 1989                | Street Legal                     | Jackie                                        | Episodi: "Home"                                             |
| 1989–1991           | The Kids in the Hall             | Laura                                         | 3 episodis                                                  |
| 1991                | Tropical Heat                    | Beth Goodnight                                | Episodi: "Abandoned"                                        |
| 1991–1993           | Beyond Reality                   | Celia Powell / Anna / Mrs. Winter             | 13 episodis                                                 |
| 1992                | Maniac Mansion                   | Holly                                         | Episodi: "Sophisticated Lady"                               |
| 1992                | Forever Knight                   | Jeannie                                       | Episodis: "Dark Knight" & "Dark Knight: The Second Chapter" |
| 1992–1994           | E.N.G.                           | Nancy Bergman / Brenda                        | Episodis: "Baby It's You" & "The Play's the Thing"          |
| 1993                | The Hidden Room                  | Paula                                         | Episodi: "The Faithful Follower"                            |
| 1993                | JFK: Reckless Youth              | Olive Cawley                                  | Minisèrie                                                   |
| 1994                | Catwalk                          | Maggie Holden                                 | Segona temporada                                            |
| 1995                | TekWar                           | Tara James                                    | Episodi: "Chill Factor"                                     |
| 1995–1998           | The Outer Limits                 | Cadet 2a Classe Bree Tristan / Rachel Sanders | Episodis: "Quality of Mercy" & "Monster"                    |
| 1996                | Poltergeist: The Legacy          | Samantha Wallace                              | Episodi: "The Crystal Scarab"                               |
| 1996                | Psi Factor                       | Kelly Starr Tanner                            | Episodi: "Possession/Man Out of Time"                       |
| 1997                | Mission Genesis                  | Yuna                                          | 13 episodis                                                 |
| 1997                | Ready or Not                     | Crystal                                       | Episodi: "All or Nothing"                                   |
| 1998                | The Wonderful World of Disney    | Bonnie                                        | Episodi: "My Date with the President's Daughter"            |
| 1998–1999           | Star Trek: Deep Space Nine       | Tinent Ezri Dax                               | 25 episodis                                                 |
| 1999                | Dooley Gardens                   | Skye                                          | 7 Episodis                                                  |
| 2000                | The Fearing Mind                 | Paula Kubiak                                  | Episodi: "Upgrade"                                          |
| 2002–2007           | The Dead Zone                    | Sarah Bracknell Bannerman                     | 72 episodis                                                 |
| 2004                | 5ive Days to Midnight            | Chantal Hume                                  | Minisèrie                                                   |
| 2005–2009           | Grandma Jane’s Garden Adventures | Cindy Simpson                                 | Episodi: "Butcher Shop"                                     |
| 2008                | Stargate Atlantis                | Dr. Alison Porter                             | Episodi: "Whispers"                                         |
| 2010, 2013 and 2015 | Haven                            | Marion Caldwell                               | Episodis: "Welcome to Haven", "Fallout", "Forever"          |
| 2012                | Perception                       | Janice Zimmerman                              | Episodi: "Shadow"                                           |
| 2013                | Cracked                          | Leigh McMaster                                | Episodi: "Swans"                                            |
| 2014                | Reign                            | Lady Doisneau                                 | Episodi: "Coronation"                                       |
| 2016–2021           | Private Eyes                     | Becca D'Orsay                                 | 16 episodis                                                 |